# Shearella selvarani
Shearella selvarani là một loài nhện trong họ Tetrablemmidae.
Loài này thuộc chi Shearella. Shearella selvarani được Lehtinen miêu tả năm 1981.